# Abdoulaye Mamani
Abdoulaye Mamani est un écrivain, poète, dramaturge et homme politique nigérien. Il est né en 1932 à Zinder et mort le 3 juin 1993,. Son roman le plus célèbre est Sarraounia, paru en 1980, qui reprend l'histoire d'une cheffe tribale qui s'était opposée à l'avancée de la mission Voulet-Chanoine, et dont il fait une héroïne de la lutte contre la colonisation.

## Biographie
Engagé politiquement, Abdoulaye Mamani fait partie très tôt du Parti Progressiste Nigérien, avec notamment Boubou Hama, Djibo Bakari, Hamani Diori. En 1956, il a vingt-cinq ans, il est élu député de Zinder, avec le Sawaba (en), parti né d'une scission avec le Parti Progressiste. Il est ensuite désigné représentant du Niger au Grand Conseil de l'AOF à Dakar.
En 1960, à l'indépendance du Niger, le Sawaba est contesté par le pouvoir en place, et par Hamani Diori. Abdoulaye Mamani dirige le journal du parti, mais ce dernier est interdit. Abdoulaye Mamani décide donc de s'exiler. Il ne revient à Niamey que quatorze ans plus tard, avec la chute du régime de Diori. Pendant son exil, l'écrivain voyage beaucoup : au Ghana, au Mali, en Algérie, en Égypte. En Algérie, il publie Poémérides en 1972, et sa pièce de théâtre Le balai, un an plus tard, en 1973. Lors de son voyage aux États-Unis, il est proche du mouvement du Black Panther Party.
Malheureusement, il est emprisonné à son retour par le président Seyni Kountché, qui avait déjà subi plusieurs tentatives de coups d'État et décidé d'enfermer tous les anciens activistes politiques. En prison, Abdoulaye Mamani côtoie un autre grand écrivain nigérien, Ibrahim Issa (de). À sa libération, en 1980, il publie son roman Sarraounia. L'intrigue reprend des faits réels : la lutte d'une reine Azna contre la mission Voulet-Chanoine. "Sarraounia" signifie "reine" en haoussa. C'est une fonction qui désigne la cheffe du village de Lougou, au sud-est du Niger. Abdoulaye Mamani reprend la fonction et en fait le nom de son héroïne littéraire. Le livre a été adapté au cinéma par Med Hondo : le film Sarraounia a été primé en 1987 au 10ème FESPACO.
L'écrivain meurt en 1993, sur la route de Zinder à Niamey, en allant chercher un prix littéraire, le prix Boubou Hama.

### Œuvres
- Poémérides, P-J Oswald, 1972, 52 p.
- Éboniques, 1972, 53 p.
- Anthologie de la poésie de combat, 257 p.
- Le Balai, pièce de théâtre, RFI/ACCT, 1973.
- Sarraounia : Le drame de la reine magicienne, L'Harmattan, 1980, 159 p. (2e édition en 1989)
- Une nuit au Ténéré, in Paris-Dakar, autres nouvelles, Souffles, 1987, p. 57-64 (paru initialement dans Le Monde diplomatique)
- Œuvres poétiques (Poémérides, Éboniques, Anthologie de la poésie de combat), introductions et notes de Jean-Dominique Pénel, L'Harmattan, Poètes des cinq continents, 1993.

### Entretiens
- Rencontre, volume 1, entretien mené avec Jean-Dominique Pénel, L'Harmattan, éditions du Ténéré, 2010.